# 크리스 스몰링
크리스토퍼 로이드 "크리스" 스몰링(Christopher Lloyd "Chris" Smalling, 1989년 11월 22일 ~ )은 잉글랜드의 축구 선수로, 알파이하의 센터백이다.
그는 밀월 유스 출신으로 밀월에서 방출당해 7부 리그 팀인 메이드스톤 유나이티드에서 성인 데뷔식을 했다.
눈에 띄는 활약으로 로이 호지슨의 눈에 들어 2008년 6월 풀럼으로 이적해 이듬해 5월, EPL 08-09시즌 최종전 에버튼과의 경기에서 후반 77분경 교체 투입되며 EPL 데뷔전을 치를 수 있었다. 그리고 잉글랜드 U-21 청소년 대표팀에도 이름을 올리게 되었다.
풀럼이 유로파 리그에 참가하게 되면서 스몰링에게도 더 많은 출전 기회가 주어졌고 유로파 리그에 4경기 출전해 뛰어난 활약을 펼치며 풀럼의 유로파 리그 32강 진출을 견인했다.
그의 활약에 영입을 하기 위해 아스널, 첼시가 관심을 보였으나 맨유가 700만 파운드의 이적료를 투자해 그를 하이재킹하는 데 성공했다.
맨유 선수단에 7월 1일 합류한 그는 첼시와의 2010 커뮤니티 실드 경기에 출전해 승리를 거머쥐며 성공적인 데뷔와 함께 그의 커리어 최초 메달을 얻었다.

## 수상 경력

#### 맨체스터 유나이티드
- FA 커뮤니티 쉴드 (3) : 2010, 2011, 2013
- 잉글랜드 프리미어리그 (2) : 2010–11, 2012–13
- FA컵 (1) : 2015-16
- EFL컵 (1) : 2016-17
- UEFA 유로파리그 (1): 2016-17

#### 로마
- UEFA 유로파컨퍼런스 리그 : 2021-22
- UEFA 유로파리그 준우승 : 2022-23

### 개인
- UEFA U21 유로 토너먼트의 팀 : 2011
- 맨유 올해의 선수 : 2015-16
- UEFA 유로파컨퍼런스 리그 시즌의 팀 : 2021-22
- UEFA 유로파리그 시즌의 팀 : 2022-23